# Elvenking
Elvenking é uma banda italiana de power/folk metal.

## Biografia
Elvenking foi criada em outubro de 1997, pelos guitarristas Aydan e Jarpen. Em março de 1998, o vocalista Damnagoras entrou para a banda, mas apenas em setembro o grupo encontrou estabilidade com a chegada de Zender que assumiu a bateria. O nome da banda foi inspirado pelo personagem Rei Elfo, de O Hobbit, livro escrito por J.R.R. Tolkien.
Desde o principio, o Elvenking definiu como objetivo o uso da formula que mistura power metal, música folk e sons extremos em uma única combinação. O primeiro e único promo-cd, To Oak Woods Bestowed, foi gravado em 2000, levando a banda a assinar contrato com a AFM-Records. Para aprimorar seu som, o Elvenking contratou o baixista Gorlan. Sua primeira aparição na banda foi em um ensaio, mas logo ele se tornou membro permante do conjunto.
O primeiro álbum oficial - Heathenreel - foi lançado em 23 de Julho de 2001 e recebeu excelentes críticas em todo o "mundo do metal", sendo considerado "álbum do mês" por muitas revistas e websites. Por razões variadas, o cantor Damnagoras foi forçado a deixar a banda em Agosto de 2002. Com o novo cantor Kleid e a entrada do violinista/tecladista Elyghen, o Elvenking gravou Wyrd, lançado em 19 de Abril de 2004.
Um período complicado marcou a banda após esse segundo álbum, terminando com o retorno de Damnagoras e a saída de Kleid e Jarpen.
Na area de shows, a banda faz várias apresentações pela Europa, tocando em festivais como os de Szieget (Hungria), Bloodstock (Reino Unido), Agglutination (Itália), Tradate Iron Fest (Itália), D:O:A (Alemanha).

## Integrantes
- Damnagoras (vocal)  (1998–2002, 2004–presente)
- Aydan (guitarra) (1997–presente)
- Lancs (bateria) (2017–presente)
- Jakob (baixo) (2012–presente)
- Lethien (violino)  (2009–presente)
- Rafahel (guitarra)  (2009–presente)

Linha do tempo

## Discografia
- To Oak Woods Bestowed (2000 - demo)
- Heathenreel (2001)
- Wyrd (2004)
- The Winter Wake (2006)
- The Scythe (2007)
- Two Tragedy Poets (...and a Caravan of Weird Figures) (2008)
- Red Silent Tides (2010)
- Era (2012)
- The Pagan Manifesto (2014)
- Secrets of the Magick Grimoire (2017)
- Reader of the Runes – Divination (2019)